# Raoul Wallenbergs center för mänskliga rättigheter
Raoul Wallenberg Center for Human Rights (RWCHR) är en Montreal-baserad organisation som ägnar sig åt skydd och främjande av mänskliga rättigheter. RWCHR:s namn och uppdrag är inspirerat av Raoul Wallenbergs humanitära arv. 
RWCHR strävar efter rättvisa genom att mobilisera försvar och ge råd till utrikespolitik i Kanada och runt om i världen. Den första "Raoul Wallenberg All-Party Parliamentary Caucus for Human Rights" för mänskliga rättigheter lanserades i Kanada 2017.
RWCHR grundades av den kända internationella advokaten för mänskliga rättigheter och före detta kanadensiska justitieminister Irwin Cotler 2015. 

## Teman
RWCHR:s uppdrag är att mobilisera ett "unikt internationellt konsortium" av akademiker, aktivister, advokater, jurister, parlamentariker, icke-statliga organisationer, medborgare och studenter i strävan efter rättvisa. RWCHR:s uppdrag är organiserat kring fem teman, som var och en återspeglar Raoul Wallenbergs humanitära arv. Varje tema är ordförande av en ledande jurist, eller parlamentariker, eller förespråkare, eller medborgare i Wallenbergs hedersmedborgarskap. Hedersordföranden är Elie Wiesel (USA - i memoriam), den ärade rättvisa Rosalie Abella (Kanada), den ärade parlamentsledamoten Meir Shamgar (Israel) och den ärade parlamentsledamoten Göran Persson (Sverige).
RWCHR är värd, organiserar och deltar i många händelser som rör Holocaust och folkmord mer generellt. Till exempel, den 1 mars 2018, organiserade RWCHR ett evenemang med Montreal Holocaust Museum, McGill Center for Human Rights and Legal Pluralism och Montreal Institute for Genocide and Human Rights Studies med en diskussion med Payam Akhavan och Bob Rae att öka medvetenheten och diskutera ansvaret för att skydda Rohingya, offer för massförföljelse i Myanmar. Vid firandet av Kanadas konfederations 150-årsjubileum godkände RWCHR och deltog i ett evenemang där de armeniska, ukrainska, judiska, rwandiska och grekiska samhällena i Kanada samlades i de armeniska gemenskapscentren i Montréal, Toronto och Vancouver för att diskutera den roll som Kanada bör spela i mänskliga rättigheter idag. Andra exempel inkluderar RWCHR som samarbetar med Vanier College för att vara värd för den 25:e och 26:e årliga Vanier-konferensen om förintelsen och folkmordet.